# Кліффорд (Мічиган)
Кліффорд (англ. Clifford) — селище (англ. village) в США, в окрузі Лапір штату Мічиган. Населення — 300 осіб (2020).

## Географія
Кліффорд розташований за координатами 43°18′54″ пн. ш. 83°10′47″ зх. д. / 43.31500° пн. ш. 83.17972° зх. д. (43.315129, -83.179600).  За даними Бюро перепису населення США в 2010 році селище мало площу 3,91 км², з яких 3,91 км² — суходіл та 0,00 км² — водойми.

## Демографія
Згідно з переписом 2010 року, у селищі мешкали 324 особи в 117 домогосподарствах у складі 79 родин. Густота населення становила 83 особи/км².  Було 138 помешкань (35/км²).
Расовий склад населення:
| - 96,9 % — білих - 0,3 % — корінних американців - 0,3 % — чорних або афроамериканців |

До двох чи більше рас належало 2,2 %. Частка іспаномовних становила 1,9 % від усіх жителів.
За віковим діапазоном населення розподілялося таким чином: 26,5 % — особи молодші 18 років, 60,5 % — особи у віці 18—64 років, 13,0 % — особи у віці 65 років та старші. Медіана віку мешканця становила 39,3 року. На 100 осіб жіночої статі у селищі припадало 107,7 чоловіків;  на 100 жінок у віці від 18 років та старших — 100,0 чоловіків також старших 18 років.
Середній дохід на одне домашнє господарство  становив 44 398 доларів США (медіана — 43 125), а середній дохід на одну сім'ю — 46 843 долари (медіана — 44 643). Медіана доходів становила 37 500 доларів для чоловіків та 18 125 доларів для жінок. За межею бідності перебувало 28,6 % осіб, у тому числі 39,0 % дітей у віці до 18 років та 7,5 % осіб у віці 65 років та старших.
Цивільне працевлаштоване населення становило 127 осіб. Основні галузі зайнятості: виробництво — 35,4 %, роздрібна торгівля — 16,5 %, освіта, охорона здоров'я та соціальна допомога — 14,2 %.